# 軽井沢1960年
『軽井沢1960年』（かるいざわ1960ねん）は、1960年に大黒葡萄酒所有（のちに所有権がオーシャン→三楽オーシャン→三楽→メルシャン→麒麟麦酒 (初代) へ移る）の軽井沢蒸留所により蒸留され、のちに販売されたウイスキーの商品である。
『軽井沢1960年』の名を冠する商品は少なくとも二度発売されている。一度目は1993年6月2日に皇太子徳仁親王のご成婚を祝し、メルシャンにより発売された 。二度目は2013年、2011年に閉鎖した軽井沢蒸留所の在庫を受け継いだイギリスのナンバーワン・ドリンクス・カンパニー(No.1 Drinks Co Ltd)によって販売された。特にこの後者のバージョンは超高級ウイスキーとして知られており、熟成年数52年、発売当時の価格は税別200万円という当時ジャパニーズウイスキー史上最も熟成期間の長く、最も価格の高いウイスキーだった。また、この商品の日本の伝統技法を取り入れたパッケージデザインは高く評価されており、ワールド・ウイスキー・アワード2014のデザイン部門で総合一位と「シングルモルト限定版」一位を受賞した。

## 発売経緯
軽井沢蒸留所は1955年に大黒葡萄酒によって設立された。軽井沢蒸留所はシェリー樽での熟成にこだわり、浅間山系の水を使用していた。貯蔵庫は蔦で覆われることで理想的な温度と湿度を保っていたとされる。1960年にのちの『軽井沢1960年』が蒸留された時点ではまだ大黒葡萄酒の所有だった。1961年、大黒葡萄酒はオーシャンへと社名変更、翌年には三楽（のちのメルシャン）に合併され、軽井沢蒸留所も三楽の所有となる。

### 一度目の発売
1993年、皇太子さまと雅子さまのご成婚を祝す目的で、シングルモルトウイスキー『軽井沢一九六〇年蒸留』がメルシャン（1990年に社名変更）により100本限定で発売された。度数は43度、内容量は720ml、小売価格は15万円だった。

### 軽井沢蒸留所の閉鎖
軽井沢蒸留所の「軽井沢」シリーズは、『軽井沢』シリーズは、2001年にインターナショナル・ワイン・アンド・スピリッツ・コンペティションで金賞を受賞するなどの評価を得ていた が、2000年にはすでに生産を停止していた。2006年のメルシャンのキリン子会社化に伴って富士御殿場蒸留所を擁するキリンの所有となり、生産再開への期待感が高まったが、結局2011年に完全に閉鎖となった。その後、細々といくつかのボトラーから限定商品として残りのウイスキーが販売されているが、その希少性と味わいの再評価のため世界的な人気が高まり、『軽井沢』シリーズは入手困難な銘柄の一つとなっていった。

### 二度目の発売
2011年、イギリスのナンバーワン・ドリンク・カンパニーは軽井沢蒸留所に残っていた364個の樽を買い取り、秩父のベンチャーウイスキーの倉で貯蔵していた。そのうち最も古い樽から、2013年、ナンバーワン・ドリンクス・カンパニーは『軽井沢1960年』を発売した。代表のマーチン・ミラーによると、これは残っていた1960年の樽（シェリーホグスヘッド樽、シェリー樽を組みなおして大きくしたもの）一つから提供されたもので、瓶詰め数41本のみの限定販売となった。熟成期間は52年、価格は税別200万円。

## 味の評価
2013年の発売当時は、香りは「秋の古い森」を思わせ、味は「濃いベリー類」を思わせると評価されている。

## パッケージデザイン
2013年の『軽井沢1960年』はパッケージに深いこだわりを持ってデザインされている。瓶は熟成樽をイメージした蝶番を使わない木製の箱に収められており、蓋には実際の熟成樽の部材が使用されている。また箱はイギリスの会社によって手作りされたもので、デザインは日本の秘密箱にも影響を受けている。ラベルには和紙を使用し、題字は書家の西本宗璽の筆によるものである。一つ一つのボトルにはそれぞれ異なったデザインの根付が付属している。また、付属のブックレットは和綴となっている。これらの日本の伝統文化を取り入れたパッケージは高い評価を受け、ワールド・ウイスキー・アワード2014のデザイン部門で総合一位、「シングルモルト限定版」一位を受賞した。「すばらしく手作りされ、触感がよく、好奇心をそそるものが折り重なって満ちている。すばらしい特色に溺れてしまうだろう。日本のウイスキーが市場をにぎわせているなかで、これは商品の品質の高さを表明するすばらしい、美しく手作りされたパッケージである」というのが評価の言だった。

## 参照
1. 1 2 3  日本食糧新聞. “メルシャン、皇太子さま成婚記念「軽井沢1960年蒸留」６月２日から全国 100本限定発売”. 2015年8月1日閲覧。
2. 1 2 3 4 5 6 7 8  Phile web. “税別200万円のシングルモルト「軽井沢1960」が5月下旬に限定販売”. 2015年8月1日閲覧。
3. 1 2 3  スコッチ文化研究所. “ナンバーワンドリンクス社から軽井沢1960シングルカスクが新発売”. 2015年8月1日閲覧。
4. 1 2  the World Whiskies Awards 2014. “the World Whiskies Awards 2014 Design winners”. 2015年8月1日閲覧。
5. 1 2 3  Whisky Magazine. “軽井沢蒸溜所（閉鎖）”. 2015年7月31日閲覧。
6. ↑  軽井沢蒸留所. “軽井沢蒸溜所のご案内”. 2015年7月31日閲覧。
7. ↑  夢我人. “至妙の技を後進へ”. 2015年7月31日閲覧。
8. 1 2  Whisky Magazine. “軽井沢の終焉とこれから”. 2015年7月31日閲覧。
9. 1 2 3  The Spirits Business. “Karuizawa 1960 “world’s oldest and rarest Japanese whisky””. 2015年8月1日閲覧。
10. 1 2  the World Whiskies Awards 2014. “World's Best Design”. 2015年8月1日閲覧。